# Пантекани (Браила)
Пантекани (рум. Pântecani) насеље је у Румунији у округу Браила у општини Галбену. Oпштина се налази на надморској висини од 47 m.

## Становништво
Према подацима из 2002. године у насељу је живело 191 становника, од којих су сви румунске националности.